# Velká Jesenice
Velká Jesenice là một làng thuộc huyện Náchod, vùng Královéhradecký, Cộng hòa Séc.